# Geroglifici egizi

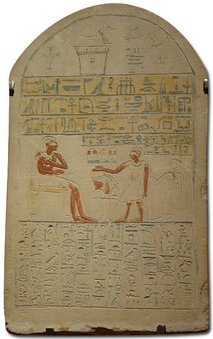
Geroglifici su una stele funeraria egizia

I geroglifici egizi sono i segni scolpiti che compongono il sistema di scrittura monumentale utilizzato dagli antichi Egizi, che combinano elementi logografici, sillabici e alfabetici. L'uso di questo tipo di scrittura era riservato a monumenti o qualsiasi oggetto, come stele e statue, concepiti per essere eterni; la scrittura corrente e quotidiana in Egitto era quella ieratica.
Un sistema simile, ma non correlato, venne utilizzato anche dalla civiltà minoica, tra il 2000 a.C. e il 1650 a.C. circa.

## Etimologia
Il termine geroglifico deriva dal latino hieroglyphicus, a sua volta dal greco ἱερογλυφικός (hieroglyphikós) nella locuzione ἱερογλυφικά [γράμματα] hieroglyphikà [gràmmata], "[segni] sacri incisi" composta dall'aggettivo ἱερός hieròs, che significa "sacro", e il verbo γλύφω glýphō, che significa "incidere". Il riferimento all'incisione si deve al fatto che questi simboli venivano solitamente scolpiti nella pietra e impiegati nella scrittura monumentale, come nei templi, assumendo così un valore sacro. A questa si affiancava lo ieratico, riservato alla scrittura corrente su papiro. Il termine egizio per geroglifici è traslitterato come mdw nṯr (spesso trascritto, perché così convenzionalmente pronunciato, medu netjer), letteralmente "parole del dio", con riferimento al dio Thot cui era attribuita l'invenzione della scrittura.

## Storia ed evoluzione

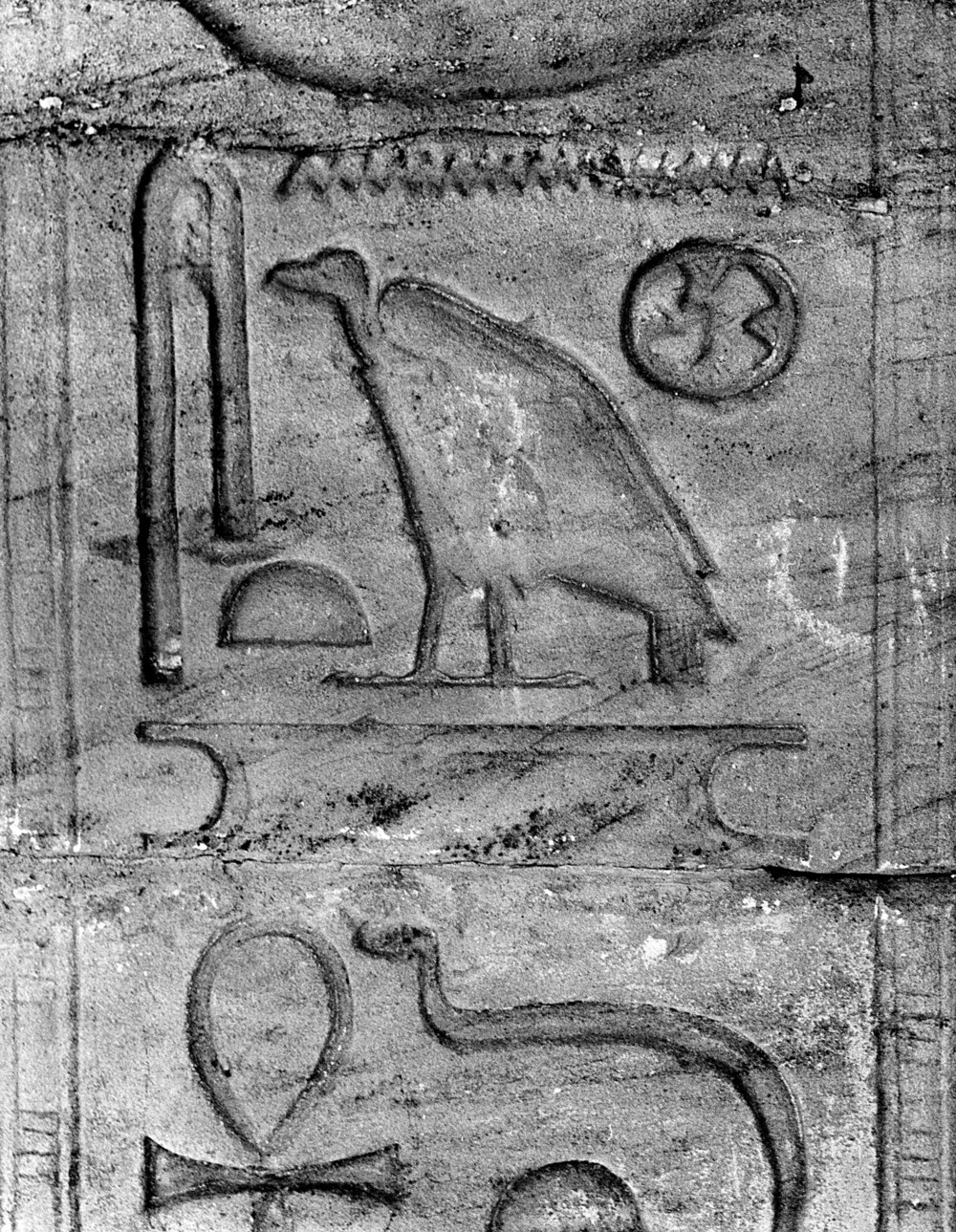
Geroglifici in un tempio fondato per Thutmose III.

Per molti anni, la più antica iscrizione geroglifica è stata la Tavoletta di Narmer, trovata durante gli scavi a Ieracompoli (la moderna Kawm al-Ahmar) alla fine del XIX secolo, databile al 3000 a.C. circa. Nel 1998 un'équipe archeologica tedesca durante gli scavi ad Abido (la moderna Umm el-Qa'ab) scoprì la tomba U-j di un sovrano predinastico e rinvenne trecento tavolette d'argilla iscritte con proto-geroglifici. Questo sepolcro è stato datato al 3200 - 3100 a.C. circa.

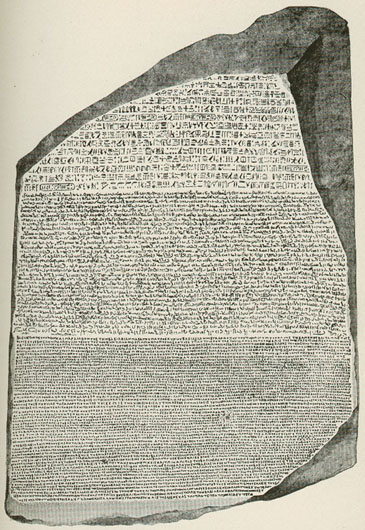
La Stele di Rosetta

In seguito allo sviluppo e alla diffusione della scrittura tra la popolazione egizia, le forme dei glifi si andarono semplificando nei due tipi di scritture derivate: lo ieratico (usato fin dai tempi più antichi per la scrittura su papiro) e il demotico (derivato dallo ieratico, prima come semplice stenografia e diventato poi di uso comune a partire dalla XXVI dinastia). La scrittura geroglifica rimase in uso come forma cerimoniale ed epigrafica.
I geroglifici continuarono a essere usati anche dopo la conquista dell'Egitto ad opera di Alessandro Magno e anche per tutto il periodo della dominazione romana. È indicativo che la Stele di Rosetta, testo di epoca tolemaica, contenga lo stesso testo sia in forma geroglifica che demotica (oltre che in greco).
È probabile che la scrittura geroglifica tarda divenne più complessa, almeno in parte, come risposta al cambiamento della situazione politica. Alcuni ipotizzano che i geroglifici avessero la funzione di distinguere i 'veri egiziani' dai conquistatori stranieri (e i loro alleati locali). Questo aspetto potrebbe spiegare il travisamento che si evidenzia nei commenti superstiti degli scrittori greci e romani riguardo ai geroglifici. Gli autori greco-romani interpretarono, infatti, la scrittura geroglifica come un sistema allegorico, se non addirittura magico, di trasmissione di conoscenze segrete e mistiche. Sarebbe così spiegata anche l'inesatta traduzione creata da Clemente Alessandrino per descrivere la pittografia egizia, interpretata come scrittura 'sacra'.
Dal IV secolo furono pochi gli Egizi capaci di leggere questa scrittura, e il "mito" dei geroglifici si sviluppò. L'utilizzo monumentale dei geroglifici cessò dopo la chiusura di tutti i templi non cristiani voluta nel 391 dall'imperatore romano Teodosio I; l'ultima iscrizione nota, il cosiddetto Graffito di Esmet-Akhom, nel Tempio di Iside a File, fu inciso il 24 agosto 394 in occasione del natale di Osiride.
Sempre nel IV secolo apparvero gli Hieroglyphica di Orapollo, una 'spiegazione' di quasi 200 segni. L'opera, autorevole ma ricca di errate interpretazioni, fu un ulteriore impedimento alla decifrazione della scrittura egizia. Mentre gli studiosi del passato hanno enfatizzato le origini greche dell'opera, ricerche recenti hanno messo in risalto residui di conoscenze genuine e interpretato il lavoro come un disperato tentativo di un intellettuale egiziano di recuperare un passato ormai sepolto. Comunque gli Hieroglyphica esercitarono una notevole influenza sul simbolismo del Rinascimento, e in modo particolare sul libro degli emblemi di Andrea Alciato e anche sulla Hypnerotomachia Poliphili di Francesco Colonna.
I primi studiosi moderni che avviarono progressivamente l'opera di raggiungimento alla decifrazione più o meno definitiva si collocano dalla seconda metà del XVI secolo fino a tutto il XIX secolo; soprattutto il famoso Athanasius Kircher nel XVII secolo che aveva legittimamente basato la sua opera di analisi della scrittura partendo da una pura base speculativa che caratterizzava la natura della scrittura stessa, e giungendo a formulare nel suo trattato di decifrazione una teoria non ortografica che prendeva come oggetto di partenza per l'analisi il concetto di scrittura speculativa, cioè frutto di procedimenti mentali che idealizzavano l'oggetto o l'animale che si intendeva rappresentare graficamente in modo da poterne ricavare un suono ben determinato e quindi trascriverlo graficamente (i geroglifici egizi sono infatti a tutti gli effetti dei veri e propri ideogrammi); l'interpretazione di Kircher è importante nonché significativa ai fini dello studio simbolico della natura di concepimento speculativo-grafico di questi caratteri; su queste basi sia Thomas Young sia Jean-François Champollion stabilirono il loro percorso di lettura comparata per quel che concerne lo stabilire l'esattezza del suono acustico di ciascun carattere ma tralasciando quasi del tutto il loro significativo valore simbolico.
Champollion infatti concepì la sua decifrazione seguendo un sistema comparativistico con le lettere greche incise simultaneamente lungo il testo geroglifico riportato sulla Stele di Rosetta, mirando la sua scoperta verso la più attendibile delle ipotesi, quella cioè che ogni ideogramma potesse racchiudere in un solo carattere uno o più suoni fonetici. La lettura di Champollion dunque mira alla decifrazione solamente fonica e non simbolica, argomento quest'ultimo ancora al giorno d'oggi oggetto di studio. La scoperta della Stele di Rosetta da parte delle truppe napoleoniche durante l'invasione dell'Egitto fu l'evento che fornì le informazioni necessarie che permisero tale operazione a Champollion. L'iscrizione è il testo di un decreto tolemaico emesso nel 196 a.C. in onore del faraone Tolomeo V Epifane, al tempo tredicenne, in occasione del primo anniversario della sua incoronazione.

## Scrittura
(Jean-François Champollion. Lettera a M. Dacier, 27 settembre 1822)
I geroglifici consistono di tre tipi di caratteri:
- caratteri fonetici: monolitteri (detti "alfabeto" perché rappresentano quasi tutti fonemi dell'egizio), bilitteri (due consonanti) e trilitteri (tre consonanti). L'uso più comune dei monolitteri è quello di complementi fonetici, ossia quello di accompagnare bilitteri e trilitteri esprimendo uno o più dei fonemi che li compongono con lo scopo di suggerirne la pronuncia; i complementi fonetici, in quanto meri suggerimenti, non si pronunciano.
- logogrammi (o ideogrammi), rappresentanti una parola.
- determinativi, i quali indicano la categoria semantica di una parola. Dal nostro punto di vista possono sembrare di scarsa utilità, ma in realtà il loro ruolo è cruciale in una scrittura in cui, mancando le vocali, una parola deve essere decodificata prima di essere letta[4]; inoltre, dal momento che i geroglifici non lasciano spazi fra una parola e l'altra, fungono da separatori agevolando l'individuazione delle parole.

In totale la scrittura geroglifica consta, nella sua fase finale e più speculativa, di più di 6900 caratteri, compresi raggruppamenti e varianti. Nella scrittura vengono combinati in modo libero (pur rispettando l'ordine dei fonemi nelle parole) monolitteri, bilitteri e trilitteri in modo da formare "quadrati" di simboli (i segni piccoli riempiono un quarto di quadrato, i segni lunghi mezzo quadrato in altezza o in lunghezza; altri simboli grandi occupano tutto il quadrato), secondo un principio di armonia grafica. Per quanto i segni monoconsonantici possano da soli essere sufficienti a scrivere l'egizio, gli Egizi hanno sempre preferito impiegare una mescolanza di monolitteri, bilitteri e trilitteri; il concetto di ortografia è quindi sconosciuto all'egizio, che preferisce comporre quadrati di segni nel modo più armonico possibile a seconda del contesto grafico.
L'orientamento dei segni geroglifici può essere in linea od in colonna. I geroglifici scritti in orizzontale possono essere letti in maniera destrorsa o sinistrorsa secondo l'orientamento delle figure descritte (i segni che hanno un chiaro verso, come gli animali, guardano l'inizio della riga). Nel caso fossero disposti verticalmente vanno letti dall'alto verso il basso. Anche nel caso di più simboli presenti in una stessa riga e disposti "uno sopra l'altro", vanno letti dall'alto verso il basso.
Siccome il sistema di scrittura egizio non trascriveva le vocali, la maggior parte di esse è oggi ignota e la lettura è aiutata dall'aggiunta di una e interconsonantica puramente convenzionale. Per esempio: nfr -> nefer = bello, buono.
| A |

| A |

| i |

| i |

| i | i |

| i | i |

| y |

| y |

| a |

| a |

| w |

| w |

| W |

| W |

| b |

| b |

| p |

| p |

| f |

| f |

| m |

| m |

| n |

| n |

| r |

| r |

| h |

| h |

| H |

| H |

| x |

| x |

| X |

| X |

| s |

| s |

| z |

| z |

| S |

| S |

| q |

| q |

| k |

| k |

| g |

| g |

| t |

| t |

| T |

| T |

| d |

| d |

| D |

| D |

Il termine egizio per 'Tolomeo' è scritto in geroglifici nel seguente modo:
| p · t | wA | l · M | i | i | s |

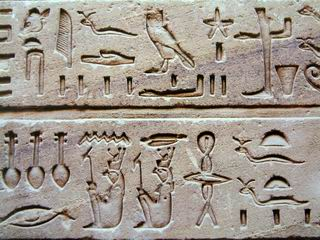
Geroglifici egizi. Tempio di Komombo

Le lettere nel cartiglio soprastante sono:
| P T | O | L M | Y S |

dove EE è considerata una lettera singola ed è traslitterata I o Y.
Un altro esempio della modalità di scrittura geroglifica può trovarsi nei due significati della parola egizia pr (solitamente pronunciato per). Il suo primo significato è 'casa', e la sua rappresentazione geroglifica è:
| pr · Z1 |

In questo caso il geroglifico di 'casa' funziona come un ideogramma: esso rappresenta la parola con un singolo segno. La barra verticale sottostante il geroglifico è un modo comune di indicare che un segno sta funzionando come ideogramma.
Il termine pr può anche significare 'uscire'. Quando questa parola è scritta, il geroglifico 'casa' è utilizzato come simbolo fonetico:
| pr · r | D54 |

In questo caso il geroglifico 'casa' sta per le consonanti pr. Il segno 'bocca' sottostante è un complemento fonetico: si legge come r, rinforzando la lettura fonetica di pr. Il terzo segno grafico è il determinativo, è un ideogramma che fornisce al lettore il significato generale di cosa è scritto: qui implica un verbo di movimento.

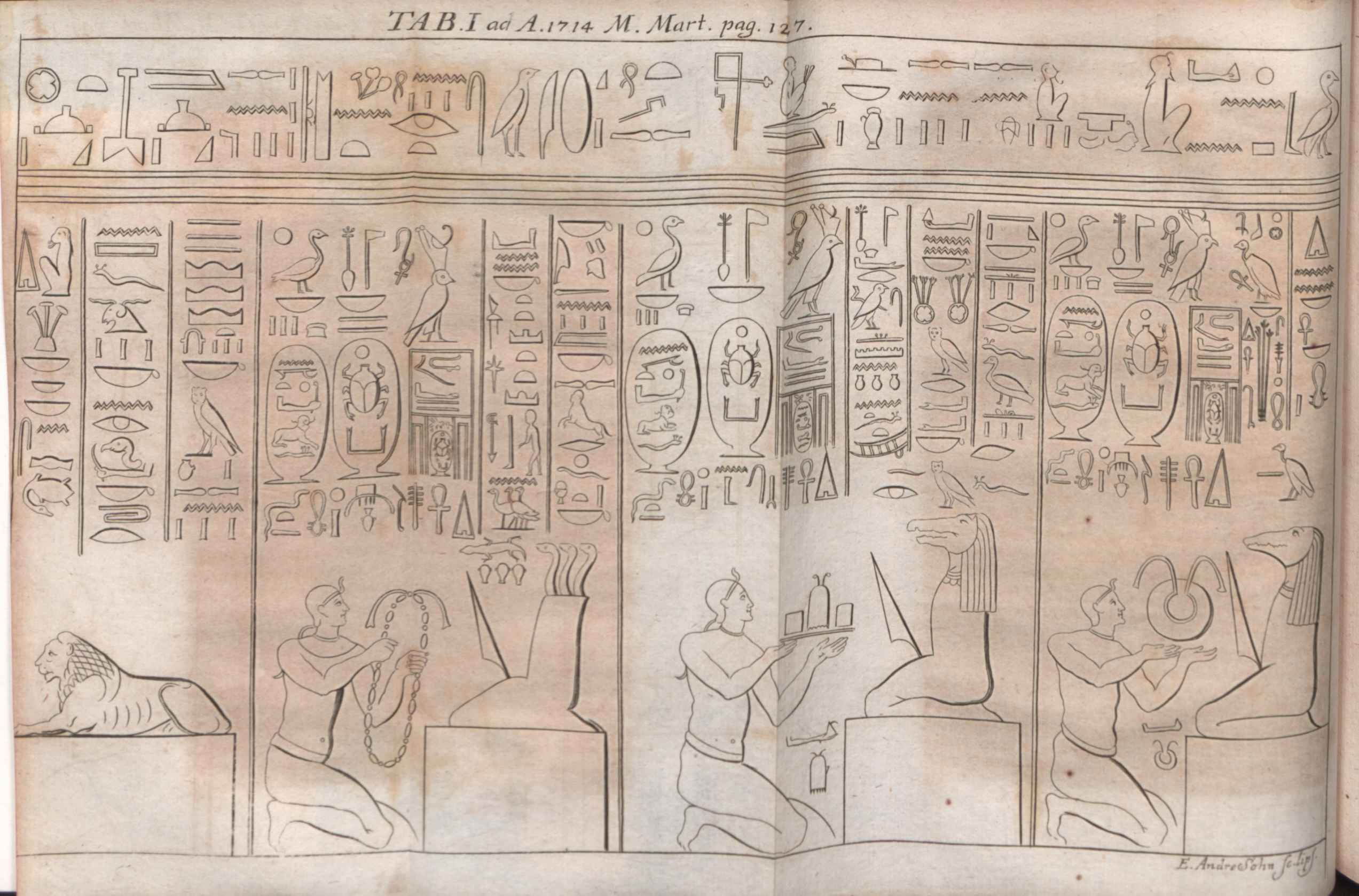
Tavola illustrata degli Acta Eruditorum con geroglifici

Fernand Crombette ritenne, con un'interpretazione personale, che ai geroglifici, oltre il senso ovvio che gli fu attribuito da Champollion, vadano attribuiti molti altri sensi: il senso proprio, il senso imitativo, il senso simbolico, il senso allegorico, laudativo, enigmatico. In ciò affermando di seguire la lezione di san Clemente d'Alessandria, che essendo vissuto nel II secolo d.C. quando erano ancora attivi i sacerdoti dell'antico culto egiziano, doveva avere qualche cognizione di causa.
La traduzione di Crombette del cartiglio Tolomeo della stele di Rosetta infatti non ne altera il nome ma ne riporta anche un supposto significato allegorico:
- Tolomeo in greco significa “il bellicoso, il coraggioso, che colpisce di terrore”: in geroglifici, questo sarà reso dal leone
- Egli ha stabilito la sua capitale ad Alessandria, la città più grande delle altre, situata sul mare: sarà dunque messo al di sopra del doppio gomito che rende queste idee
- Egli ha stabilito degli dèi (indicati dal quadrato che sta sull'arco che rappresenta la terra)
- Piace agli dèi di quelli che ha conquistato, figurati dal laccio
- È associato alla regina (ed ecco le due canne) nella direzione, indicata dal chiavistello

Le idee di Crombette non hanno trovato consenso nella comunità degli egittologi.